# Damiano Moscardi
Damiano Moscardi (Prato, 15 aprile 1974) è un allenatore di calcio ed ex calciatore italiano, di ruolo centrocampista.

## Caratteristiche tecniche

### Giocatore
Giocava come mediano incontrista, con compiti di rottura della manovra avversaria.

## Carriera

### Giocatore

Moscardi in azione al Genoa nella stagione 1999-2000

Cresce nel settore giovanile della Fiorentina, con cui vince il Torneo di Viareggio 1992. Nello stesso anno passa al Prato, squadra della sua città natale, con cui ottiene la promozione in Serie C1 nella stagione 1992-1993. Rimane in forza ai lanieri fino al 1996, con un'unica parentesi nella Fidelis Andria: con la società pugliese esordisce in Serie B il 25 settembre 1994 nella gara casalinga contro l'Ascoli terminata 3-1.
Nel 1996 torna tra i cadetti, ingaggiato dal Foggia con cui ottiene l'undicesimo posto nella Serie B 1996-1997. L'anno successivo passa al Cosenza, e con i calabresi milita due stagioni vincendo la Serie C1 1997-1998 e ottenendo la promozione in cadetteria. Nel 1999 si trasferisce al Genoa, insieme al direttore sportivo Renzo Castagnini e ai compagni di squadra Malagò e Manfredini, su richiesta dell'allenatore Delio Rossi. Rimane sotto la Lanterna per una stagione da titolare, agli ordini di Rossi e poi Bruno Bolchi, e nell'estate 2000 passa alla Salernitana in cambio di Andrea Sussi; anche in questo caso disputa una sola stagione e poi viene ceduto, questa volta in prestito, tornando al Cosenza.
Scaduto il prestito, rientra alla Salernitana e viene posto fuori rosa da Zdeněk Zeman; al termine della finestra di mercato ritorna al Genoa, a titolo gratuito. Con la maglia rossoblu disputa un campionato positivo, nonostante la retrocessione in Serie C1, poi annullata per le conseguenze del Caso Catania. A causa delle difficoltà economiche della società ligure entra in contrasto con la dirigenza per il rinnovo del contratto in scadenza, e si accorda prima della fine del campionato con l'Ancona. A fine stagione i dorici sono promossi in Serie A; Moscardi, inizialmente confermato, viene ceduto al Vicenza nell'ultimo giorno di mercato, dapprima in prestito e quindi a titolo definitivo, dopo il fallimento dell'Ancona.
Con i veneti militerà per due stagioni, retrocedendo in Serie C1 al termine della Serie B 2004-2005, declassamento successivamente annullato a causa del cosiddetto Caso Genoa che permise ai berici di essere ripescati in cadetteria. Nella stagione 2005-2006 si trasferisce in prestito al Piacenza: disputa una stagione da rincalzo, alternandosi a Luigi Riccio e Bogdan Pătrașcu, con 23 presenze, e al termine del campionato rientra al Vicenza, con cui rescinde il contratto nell'agosto successivo.
Disputa la sua ultima stagione in Serie B con il Pescara, offrendo un rendimento negativo. La formazione abruzzese retrocede in terza serie, chiudendo l'annata all'ultimo posto della cadetteria; a causa delle difficoltà economiche, Moscardi viene ceduto al Prato nell'ambito di un piano di riduzione degli ingaggi. Con i toscani disputa due stagioni, diventando capitano della squadra; nel marzo 2009, a causa di continui problemi fisici, decide di abbandonare il calcio giocato.
In carriera ha disputato 284 partite in Serie B, con 15 reti.

### Allenatore
Dopo il ritiro rimane per un'ulteriore stagione al Prato, come allenatore della formazione Berretti e vice di Andrea Bellini alla guida della prima squadra. Nel dicembre 2010 ottiene il diploma di direttore sportivo.
A partire dal 2012 ricopre l'incarico di osservatore in Toscana per conto del Palermo.

## Statistiche

### Presenze e reti nei club
| Stagione        | Squadra         | Campionato      | Campionato | Campionato | Coppe nazionali | Coppe nazionali | Coppe nazionali | Coppe continentali | Coppe continentali | Coppe continentali | Altre coppe | Altre coppe | Altre coppe | Totale | Totale |
| Stagione        | Squadra         | Comp            | Pres       | Reti       | Comp            | Pres            | Reti            | Comp               | Pres               | Reti               | Comp        | Pres        | Reti        | Pres   | Reti   |
| --------------- | --------------- | --------------- | ---------- | ---------- | --------------- | --------------- | --------------- | ------------------ | ------------------ | ------------------ | ----------- | ----------- | ----------- | ------ | ------ |
| 1992-1993       | Prato           | C2              | 24         | 1          | CI-C            | 2               | 0               | -                  | -                  | -                  | -           | -           | -           | 26     | 1      |
| 1993-1994       | Prato           | C1              | 19         | 0          | CI-C            | 3               | 0               | -                  | -                  | -                  | -           | -           | -           | 22     | 0      |
| 1994-1995       | Fidelis Andria  | B               | 1          | 0          | CI              | 1               | 0               | -                  | -                  | -                  | -           | -           | -           | 2      | 0      |
| 1995-1996       | Prato           | C1              | 29         | 1          | CI-C            | 3               | 0               | -                  | -                  | -                  | -           | -           | -           | 32     | 1      |
| 1996-1997       | Foggia          | B               | 17         | 0          | CI              | 1               | 0               | -                  | -                  | -                  | -           | -           | -           | 18     | 0      |
| ago. 1997       | Foggia          | B               | 0          | 0          | CI              | 1               | 0               | -                  | -                  | -                  | -           | -           | -           | 1      | 0      |
| Totale Foggia   | Totale Foggia   | Totale Foggia   | 17         | 0          |                 | 2               | 0               |                    | -                  | -                  |             | -           | -           | 19     | 0      |
| 1997-1998       | Cosenza         | C1              | 30         | 0          | CI+CI-C         | 0+2             | 0               | -                  | -                  | -                  | -           | -           | -           | 32     | 0      |
| 1998-1999       | Cosenza         | B               | 33         | 3          | CI              | 3               | 0               | -                  | -                  | -                  | -           | -           | -           | 36     | 3      |
| 1999-2000       | Genoa           | B               | 34         | 1          | CI              | 6               | 1               | -                  | -                  | -                  | -           | -           | -           | 40     | 2      |
| 2000-2001       | Salernitana     | B               | 33         | 2          | CI              | 6               | 0               | -                  | -                  | -                  | -           | -           | -           | 39     | 2      |
| 2001-2002       | Cosenza         | B               | 31         | 2          | CI              | 2               | 0               | -                  | -                  | -                  | -           | -           | -           | 33     | 2      |
| Totale Cosenza  | Totale Cosenza  | Totale Cosenza  | 94         | 5          |                 | 7               | 0               |                    | -                  | -                  |             | -           | -           | 101    | 5      |
| 2002-2003       | Genoa           | B               | 26         | 1          | CI              | 1               | 0               | -                  | -                  | -                  | -           | -           | -           | 27     | 1      |
| Totale Genoa    | Totale Genoa    | Totale Genoa    | 60         | 2          |                 | 7               | 1               |                    | -                  | -                  |             | -           | -           | 67     | 3      |
| 2003-2004       | Vicenza         | B               | 38         | 3          | CI              | 0               | 0               | -                  | -                  | -                  | -           | -           | -           | 38     | 3      |
| 2004-2005       | Vicenza         | B               | 30+0       | 3          | CI              | 2               | 0               | -                  | -                  | -                  | -           | -           | -           | 32     | 3      |
| Totale Vicenza  | Totale Vicenza  | Totale Vicenza  | 68         | 6          |                 | 2               | 0               |                    | -                  | -                  |             | -           | -           | 70     | 6      |
| 2005-2006       | Piacenza        | B               | 23         | 0          | CI              | 0               | 0               | -                  | -                  | -                  | -           | -           | -           | 23     | 0      |
| 2006-2007       | Pescara         | B               | 18         | 0          | CI              | 0               | 0               | -                  | -                  | -                  | -           | -           | -           | 18     | 0      |
| 2007-2008       | Prato           | C2              | 27         | 4          | CI-C            | 3               | 0               | -                  | -                  | -                  | -           | -           | -           | 30     | 4      |
| 2008-2009       | Prato           | 2D              | 21+0       | 1          | CI-LP           | 2               | 0               | -                  | -                  | -                  | -           | -           | -           | 23     | 1      |
| Totale Prato    | Totale Prato    | Totale Prato    | 120        | 7          |                 | 13              | 0               |                    | -                  | -                  |             | -           | -           | 133    | 7      |
| Totale carriera | Totale carriera | Totale carriera | 434        | 22         |                 | 38              | 1               |                    | -                  | -                  |             | -           | -           | 472    | 23     |

## Palmarès

### Giocatore

#### Competizioni giovanili
- Torneo di Viareggio: 1

Fiorentina: 1992

#### Competizioni nazionali
- Campionato italiano Serie C1: 1

Cosenza: 1997-1998 (girone B)